# Reina Tanaka
Reina Tanaka (japonsky 田中れいな, Tanaka Reina; * 11. listopadu 1989 Fukuoka) je japonská zpěvačka, herečka, modelka, také hraje v muzikálech.

## Kariéra
V roce 2003 byla v rámci tzv. „šestá generace“ vybrána na základě konkurzu do skupiny Morning Musume. V této generaci byly vybrány i Miki Fujimoto, Eri Kamei, a Sayumi Michishige. Jejich debutovým singlem se stal Shabondama, který byl zároveň i devátým singlem skupiny. 
Ze skupiny odešla 21. květen 2013 a pokračovala ve své sólové kariéře.

## Diskografie
Viz také Morning Musume.

### Singly
| Title | Release date      |
| --- | ----------------- |
| Seinaru Kane ga Hibiku Yoru (聖なる鐘がひびく夜; The Night the Holy Bell Rings (Tanpopo cover))                                                       | 10. prosinec 2010 |
| Manatsu no Kōsen (真夏の光線; A Ray of Light in the Midsummer (Morning Musume cover) )                                                                | 27. leden 2011    |
| Egao ni Namida: Thank You! Dear My Friends (笑顔に涙~THANK YOU! DEAR MY FRIENDS~; Smiles and Tears ~Thank You! My Dear Friends~ (Aya Matsuura cover)) | 16. únor 2011     |
| Koi no Hana (恋の花; Flower of Love (Natsumi Abe cover) )                                                                                             | 16. únor 2011     |
| Onegai Miwaku no Target (お願い魅惑のターゲット; Please, Attracting Target (Melon Kinenbi cover) )                                                    | 2. březen 2011    |
| Kōsui (香水; Perfume (Melon Kinenbi cover) ) | 11. březen 2011   |

## Filmografie

### Film
- Hoshisuna no Shima, Watashi no Shima: Island Dreamin' (星砂の島、私の島～Island Dreamin'～), (29. 9. 2004.)
- Yona Yona Penguin (よなよなペンギン), (23. 12. 2009.)
- Keitai Deka The Movie 3 Morning Musume Kyushutsu Daisakusen! Pandora no Hako no Himitsu (ケータイ刑事　THE　MOVIE3　モーニング娘。救出大作戦！～パンドラの箱の秘密), (5. 2. 2011.)
- Vampire Stories: Chasers (ヴァンパイア・ストーリーズ:Chasers), (27. 12. 2011.)

### TV Seriály
| Název                                                             | Datum vydání |
| ----------------------------------------------------------------- | ------------ |
| Hello! Morning (ハロー！モーニング。)                             | 2003         |
| Sore Yuke! Gorokkies (それゆけ!ゴロッキーズ)                      | 2003         |
| Futarigoto (二人ゴト)                                             | 2004         |
| Futarigoto (二人ゴト)                                             | 2004         |
| Musume Dokyu! (娘DOKYU!)                                          | 2005         |
| Uta Doki! Pop Classics (歌ドキッ！POP CLASSICS)                   | 2006         |
| Haromoni@ (ハロモニ@)                                             | 2007         |
| Onegai My Melody Kirara (Voice) (おねがい♪マイメロディ きららっ☆) | 2008         |
| Yorosen! (よろせん!)                                              | 2008         |
| Kaitō Reinya (怪盗レーニャ) (Voice)                               | 2010         |
| Hanbun ESPer (半分エスパー) (Guest)                               | 2010         |
| Sūgaku Joshi Gakuen (数学♥女子学園)                               | 2012         |
| Kishiryu Sentai Ryusoulger (騎士竜戦隊リュウソウジャー)           | 2019         |

## Další H!P aktivity
| Období působení | Skupina                   |
| --------------- | ------------------------- |
| 2003–2013       | Morning Musume            |
| 2003–2004       | Morning Musume Otome Gumi |
| 2003            | Aa!                       |
| 2008            | High-King                 |
| 2013–           | LoVendoЯ                  |